# Geneviève de Gramont

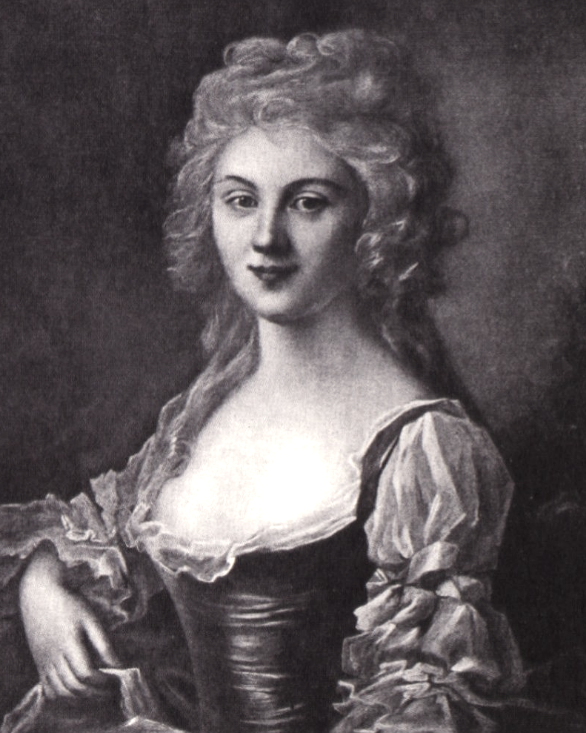
Geneviève de Gramont

Geneviève de Gramont, comtesse d’Ossun (* Juli 1751 in Paris; † 26. Juli 1794 ebenda) war eine französische Hofdame und Première dame d’honneur von Königin Marie Antoinette.

## Leben

### Familie
Geneviève de Gramont war die Tochter von Antoine-Adrien-Charles de Gramont und dessen Ehefrau Marie-Louise-Sophie de Faoucq. Ihr jüngerer Bruder war Antoine-Louis-Marie de Gramont, 8. Herzog von Gramont. 1766 heiratete sie Charles Pierre Hyacinthe comte d'Ossun.

### Dame d’autours der Königin
1781 folgte sie der duchesse de Mailly als dame d'autours der Königin nach, womit sie nach der Surintendante de la Maison de la Reine (der princesse de Lamballe) und der dame d’honneur (der princesse de Chimay) die dritthöchste Stellung im Haushalt der Königin innehatte. Im Rahmen dieses Amtes war sie für die Garderobe der Königin zuständig. Ihr zur Seite standen ein Garderobenmeister, eine Garderobiere, zwei Garderobendiener und ein Garderobenjunge sowie ein Garderobensekretär, der die Bücher führte und die Zahlungen kontrollierte.
Das Amt der Dame d’atours war von großer Bedeutung, denn als Verantwortliche für die Garderobe der Königin gab sie Bestellungen für Stoffe, Kleider und Hofkleidung auf und bezahlte die Lieferanten. Alles, was die Garderobe der Königin betraf, lief unter ihren Augen ab, wurde ihr vorgelegt, und nur ihre Unterschrift zählte, nichts wurde ohne ihre Zustimmung getan. Die für die Garderobe zuständige Frau ging jedoch selbst zu den Lieferanten, um die Bestellungen aufzugeben und entgegenzunehmen. Sie war auch für die Bezahlung der Garderobiere zuständig. Außerdem war sie an der Einkleidung der Königin beteiligt, indem sie der Herrscherin ihren Unterrock und ihr Kleid präsentierte, wie Madame Campan berichtet.
Als Leiterin der Garderobe der Königin beteiligte sie sich ab 1781 an der Reduzierung der Ausgaben der Königin und versuchte, diese zu „reformieren“. Sie achtete auf Unregelmäßigkeiten, insbesondere bei den Lieferanten, und bat Rose Bertin, ihre Aufzeichnungen über Lieferungen und andere Kleider, die als zu kostspielig angesehen wurden, detailliert darzustellen, was die Modehändlerin stets hartnäckig verweigerte. Einsparungen waren nicht sofort möglich, und 1785 war sogar das teuerste Jahr für die Garderobe. In den Jahren 1787 und 1788 waren die Konten jedoch leer.

### Während der Französischen Revolution
Nach dem Oktober 1789 folgte sie der Königin nach Paris und bezog das Hôtel de Caumont in der rue de Grenelle. Nach der Emigration von Laure Auguste de Fitz-James, folgte sie ihr als Première dame d’honneur nach.
Sie wurde am 26. Juli 1794 (8. Thermidor des Jahres II) guillotiniert, da sie beschuldigt wurde, die Flucht der Königin nicht gemeldet zu haben, von der sie durch einen Brief, den Marie-Antoinette ihr vor ihrer Abreise im Juni 1791 gegeben hatte, Kenntnis erhalten hatte.
Sie hinterließ keine persönlichen Aufzeichnungen, da sie ihre Papiere 1791 verbrannt hatte. Ebenso sind die Archive, die die Garderobe der Königin betreffen, sehr spärlich und verstreut in den Kartons der Unterserie O1 der Archives Nationales, die den Haushalt Marie-Antoinette betreffen.